# Lijst van burgemeesters van Kapelle
Dit is een lijst van burgemeesters van de Nederlandse gemeente Kapelle in de provincie Zeeland.
| Ambtsperiode                         | Naam burgemeester                    | Partij of stroming | Bijzonderheden |
| ------------------------------------ | ------------------------------------ | ------------------ | --- |
| 1811 - 1823                          | Jacob Rottier                        |                    | maire, 1813 schout, mogelijk tot 1829 ?, dan 1825 burgemeester |
| 1829 - 1872                          | Jan van Duine                        |                    | |
| 1873 - 1919                          | P.J. van der Mandere                 |                    | |
| 1919 - 1945                          | Willem (W.) Bierens                  | ARP                | van 1943 (toen Bierens met ziekteverlof ging) tot de benoeming van Van Suijlekom gaf Jan Balkenende als loco-burgemeester leiding aan de gemeente. Zijn kleinzoon Jan Peter Balkenende was later premier van Nederland. |
| 1946 - 1978                          | Hubertus Gerard van Suijlekom        | CHU                | |
| 1979 - 1986                          | Gerrit Huitsing                      | ARP / CDA          | was burgemeester van Uithuizen |
| 1986 - 1995                          | Jan van Bommel                       | CDA                | |
| 1 maart 1995 - 1 september 2002      | Gert (G.C.) de Groot                 | CDA                | |
| 1 oktober 2002 - 16 december 2010    | Siebe (S.W.G.M.) Kramer              | VVD                | |
| 25 februari 2011 - 20 december 2017  | Anton (A.B.) Stapelkamp              | CDA / CU           | |
| 1 januari 2018 - 20 februari 2020    | Huub (H.B.) Hieltjes                 | VVD                | waarnemend |
| 21 februari 2020 - 30 september 2022 | Fons (A.M.Th.) Naterop               | CDA                | waarnemend |
| 1 oktober 2022 - heden               | Constantijn (C.G.) Jansen op de Haar | PvdA               | |